# Schmidt Sándor-lakótelep
A dorogi Schmidt Sándor-lakótelep a város legnagyobb lakótelepe. A Köztársaság út (volt Lenin út) és a Kenyérmezői-patak közötti területen található, hosszan elnyúlva a patak mentén.

## Története
Helyén korábban az Újkolónia nagyobbik része állt, amely 1916 és 1925 között épült, leromlott állapota és korszerűtlensége miatt azonban az elbontása, és egy új panel lakótelep építése mellett döntöttek az 1980-as évek közepén. A lakók kiköltöztetését és a bontást 1985-ben kezdték meg a volt Nyár, Ősz, Lenin és Mátyás király utcában. A volt kolóniatelep egyetlen megmaradt épületében ma a Bányász Emlékház található. A tereprendezést követően kezdődhetett az alapozás és a házgyári panelelemek összeállítása. Tervezésekor Lenin lakótelepnek (Lenin úti lakótelepnek) szánták. Több ütemben épült, a város méretéhez viszonyított nagysága ellenére kiszolgáló létesítményként egyedül a Lenin úti üzletsor épült 1988-ban. A nagyszabású építkezéssel párhuzamosan 1988-ban rendezték a lakótelep mellett folyó Kenyérmezői-patak medrét is az évszakosan ingadozó vízjárás miatt. Az épületek fűtését és melegvízellátását a dorogi hőerőműből biztosító Lenin úti földalatti távhővezeték 1989-re épült ki. 1990-ben adták át, ekkora azonban már lezajlott a rendszerváltás, így új nevet kapott. A város vezetői Schmidt Sándor városalapító bányaigazgató neve mellett döntöttek.

## Lakosság
A fiatalságából következő jó állapota, fekvése, és a lakáskiutalásokkor "megválogatott" lakóinak köszönhetően ma a város egyik legrendezettebb lakótelepe, a város gazdasági és kulturális gerincének tekinthető stabil középosztály (szakképzett gyári munkások, közalkalmazottak) lakhelye. A lakásokat a korábban elbontott kolónia lakóinak, a város más részeiről, a környező falvakból és az ország különböző vidékeiről érkezőknek utalták ki. Korösszetétele kedvező, nagyrészt középkorúak és az ő gyermekeiknek a generációja alkotja a lakosság legnagyobb részét, így gondot jelentett az 1980-as évek végén, 1990-es évek elején egy időben megszületett sok gyermek óvodai és iskolai elhelyezése, ezt kisebb átszervezésekkel sikerült megoldani. 2001-ben 2362 fő élt a lakótelepen, a dorogiak 19%-ka.

## Épületek
5 nagyobb és 5 kisebb ötemeletes épülettömbből áll (az előbbiek Dorog legnagyobb lakótömbjei), a földszinten garázsok, az 50 lépcsőházában 889 lakás található. A kettő, három és négyfogatú épületeket a Észak-dunántúli Tervező Vállalat (GYŐRTERV) jellegzetes típustervei alapján a Győri Házgyár három rétegű, szendvicsszerkezetű (belső, gőzölt vasbeton teherhordó fal, közbülső polisztirol szigetelő réteg és külső, kaviccsal vagy apró zúzott kővel szórt díszítő réteg) panelelemeiből a Győr Megyei Állami Építőipari Vállalat (GYÁÉV) építette. A lakások kialakítása változatos, a kétfogatú épületekben egy 64 négyzetméteres (2+1 félszoba) és egy 67 négyzetméteres (2+2 félszoba) lakás, a háromfogatúakban egy 36 négyzetméteres (1 szoba), egy 55 négyzetméteres (2 szoba + hall) és egy 68 négyzetméteres (3 szoba + hall) lakás, a négyfogatúakban három 49 négyzetméteres (2 szoba) és egy 62 négyzetméteres (3 szoba) lakás található szintenként. A konyha, és az előregyártott, toronydaruval beemelt fürdőszoba térelem kialakítása minden lakás esetében azonos; a konyha alapterülete 6,76 négyzetméter, a fürdőszobáé 2,46, míg a WC alapterülete az egy négyzetmétert sem éri el. Az acélmerevítéses műanyag (égésgátlós PVC) ablakok az Orosházi Üveggyár termékei.

## Képek

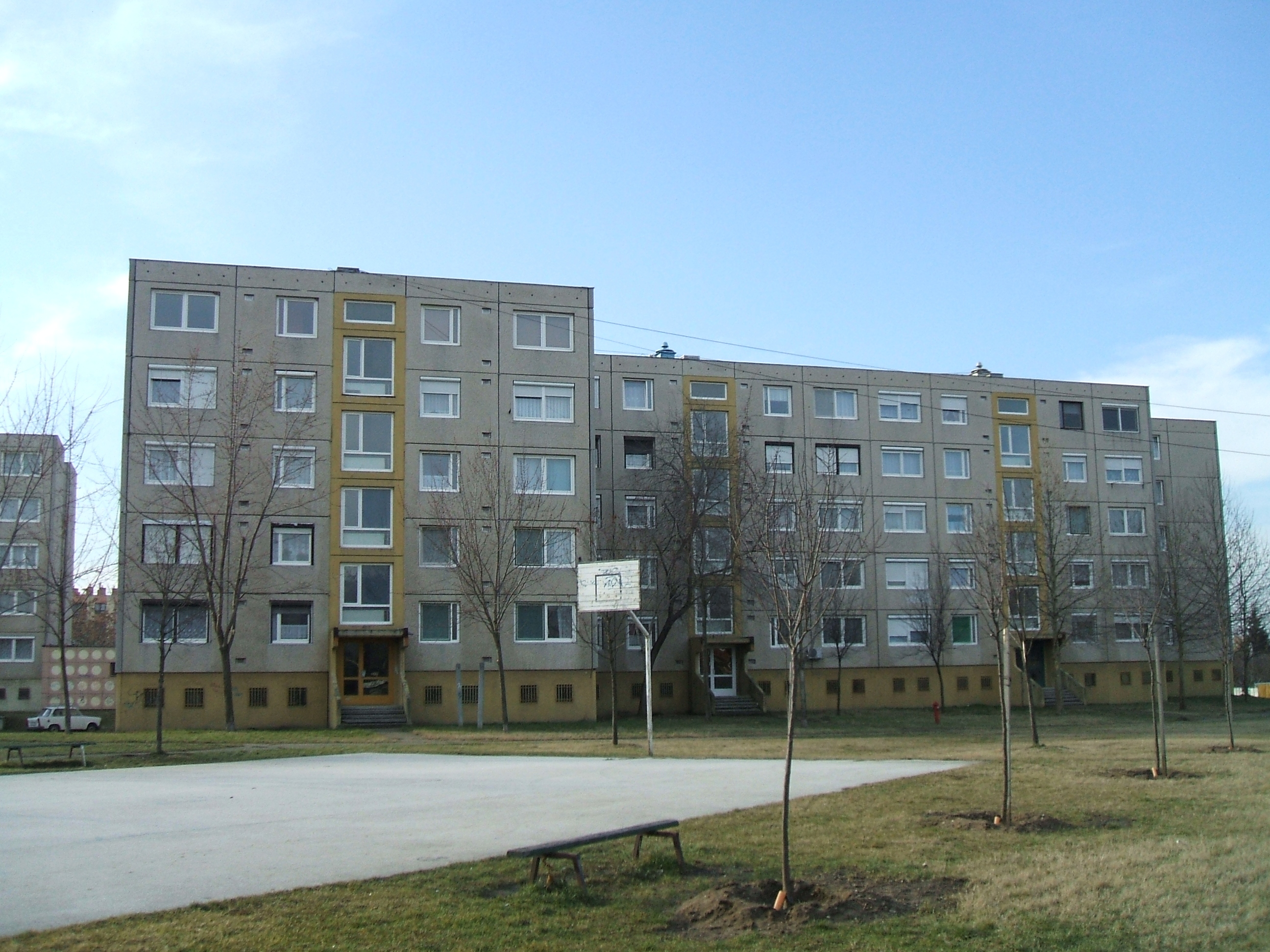
A lakótelep egyik tömbje, baloldalt egy négyfogatú, középen két háromfogatú, jobboldalt pedig egy kétfogatú épületrésszel
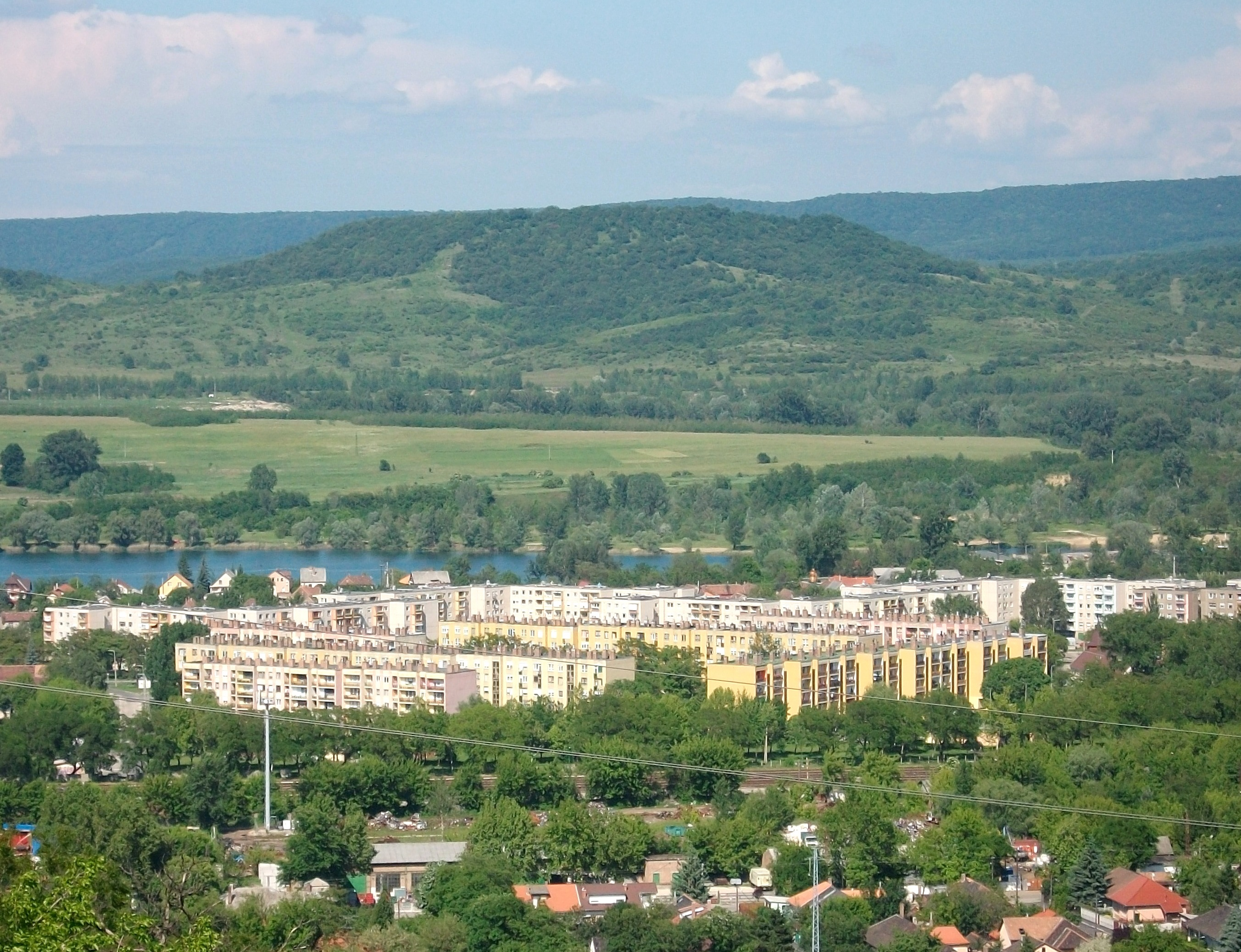
A lakótelep panelépületei, előtérben a Zsigmondy Vilmos-lakótelep, háttérben a Palatinus-tó, a Sátorkőpuszta és a Tábla-hegy a Pilis vonulataival
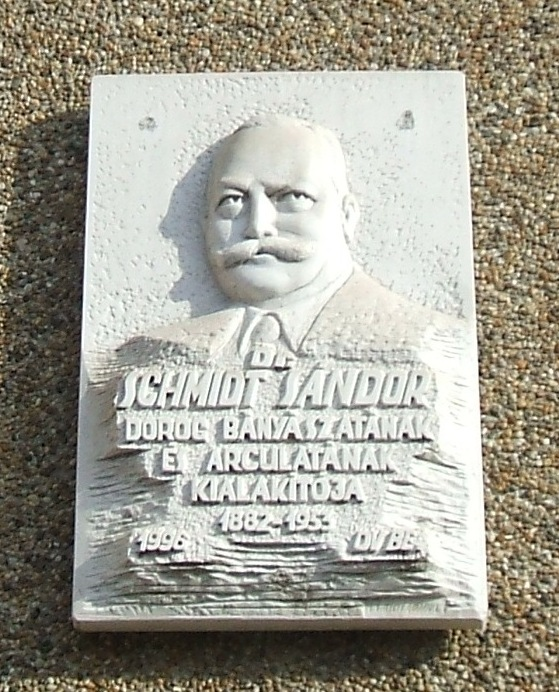
A névadó emléktáblája